# Reichseisenbahnamt
Das Reichseisenbahnamt (REA) war eine Behörde des Deutschen Reichs mit Sitz in Berlin (Linkstraße 44), welcher die Aufgabe oblag, die Beziehungen des Reiches mit den Eisenbahnverwaltungen (Staats- und Privatbahnen) der Gliedstaaten zu pflegen und über die Ausführung der die Eisenbahnen regelnden Gesetze zu wachen.

## Geschichte
Die Behörde wurde am 16. September 1873 unter der amtlichen Bezeichnung Reichseisenbahnamt geschaffen. Erster Leiter war Friedrich-Wilhelm Scheele, der im Mai 1874 zurücktrat. Für drei Jahre folgte ihm Albert Maybach nach. Ihm standen folgende Kompetenzen zu:
1. das dem Reich zustehende Aufsichtsrecht über das Eisenbahnwesen wahrzunehmen;
2. für die Ausführung der in der Reichsverfassung enthaltenen Bestimmungen sowie der sonstigen auf das Eisenbahnwesen bezüglichen Gesetze und verfassungsmäßigen Vorschriften Sorge zu tragen;
3. auf Abstellung der in Hinsicht auf das Eisenbahnwesen hervortretenden Mängel und Missstände hinzuwirken.

Das Eisenbahnamt war eine Nachahmung der Eisenbahnabteilung des britischen Handelsamts (Board of Trade) und wurde auch in einigen anderen Ländern geschaffen, z. B. der Schweiz und Österreich-Ungarn. Nachdem es Otto von Bismarck nicht gelungen war, mit der Schaffung dieser Behörde eine gemeinsame deutsche Reichseisenbahn zu schaffen, wurde Maybach – zunächst kommissarisch ab April 1878 – mit der Leitung des neu geschaffenen preußischen Ministeriums der öffentlichen Arbeiten betraut. Er war dann in dieser Funktion verantwortlich für die Leitung der preußischen Staatseisenbahnen.
Präsidenten des Reichseisenbahnamtes waren:
- 1873–1874 Friedrich-Wilhelm Scheele
- 1874–1877 Albert Maybach
- 1877–1887 blieb die Position nach Maybachs Rücktritt vakant; in der nächsten Leitungsebene standen sieben Geheime Oberregierungsräte („Vortragende Räte“), von denen Daniel Bernhard Hermann Körte und ein weiterer namens Kraefft als Dienstälteste den Vorsitz führten
- 1887–1909 Friedrich Schulz (bis 1890 geschäftsführend)
- 1910–1918 Michael Wackerzapp[2]
- 1918–1919 Wilhelm Hoff

Das Reichseisenbahnamt wurde durch das Gesetz über die Eisenbahnaufsicht vom 3. Januar 1920 (RGBl. S. 13) aufgelöst.

## Aufgaben
Das Amt war berechtigt, innerhalb seiner Zuständigkeit über alle Einrichtungen und Maßregeln von den Eisenbahnverwaltungen Auskunft zu fordern oder nach Befinden durch persönliche Kenntnisnahme einzuziehen und hiernach das Erforderliche zu veranlassen.
In Bezug auf die deutschen Privatbahnen standen dieser Reichseisenbahnamtsbehörde dieselben Befugnisse zu, welche den Aufsichtsbehörden der betreffenden Bundesstaaten beigelegt waren. Durch Reichsgesetz vom 27. Juni 1873 war bestimmt, dass, wenn gegen eine von dem Reichseisenbahnamt verfügte Maßregel Gegenvorstellung erhoben wurde auf Grund der Behauptung, dass jene Maßregel in den Gesetzen und rechtsgültigen Vorschriften nicht begründet sei, das Reichseisenbahnamt unter Zuziehung von Richterbeamten hierüber entscheiden sollte (sogen. verstärktes Reichseisenbahnamt).
Für letzteres war das Regulativ vom 13. März 1876, wonach das verstärkte Reichseisenbahnamt aus dem Präsidenten des Eisenbahnamts oder seinem Stellvertreter als Vorsitzenden, zwei Räten des Reichseisenbahnamts und drei richterlichen Beamten bestehen sollte. Was die Tätigkeit des Reichseisenbahnamts anbelangte, so war dieselbe besonders der Ausarbeitung eines Reichseisenbahngesetzes gewidmet.
Außerdem waren es besonders Beschwerden, durch welche die Tätigkeit dieser Behörde in Anspruch genommen wurde. Endlich sind aus der vielseitigen Tätigkeit des Reichseisenbahnamts die Verhandlungen über das Verhältnis der Eisenbahnen zur deutschen Reichsmilitär-, Telegraphen- und Postverwaltung, die Ausarbeitung einer Signalordnung und die Fürsorge für gleichmäßige Bestimmungen über das rechtzeitige Öffnen der Wartesäle und Billetschalter, für ein ordnungsmäßiges Ausrufen der Stationsnamen, für gehörige Einrichtungen betreffs der Heizung, Erleuchtung und Ventilation der Personenwagen, für die Herstellung einheitlicher Verschlussvorrichtungen an den Personen- und Güterwagen, für eine deutliche und gleichmäßige Bezeichnung der bestellten, der Rauch- und Frauenkoupees, für die Errichtung deutlicher Steigungszeiger etc. hervorzuheben.